# Multisite cloud
Un multisite cloud , ou cloud multisite est un cloud composé de plusieurs sites ou centres de données, avec chacun ses propres ressources et données et est explicitement accessible aux utilisateurs du cloud. En raison d’une faible latence et des problèmes de propriété, les données sont généralement stockées dans le site de cloud où sont localisées les sources de données. 